# 盧重国
盧 重国（ノ・ジュングク、1949年 - ）は、韓国の歴史学者。百済史を専攻。1986年、ソウル大学大学院で韓国史学界で初めて百済史専攻で博士号を取得した。「学界で『百済史の大家』と評価されている歴史学界の重鎮…古代史研究に多大な影響を及ぼしている」という評価がある。

## 人物
慶尚北道蔚珍郡生まれ。啓明大学史学科卒業。ソウル大学大学院修士課程、1986年、ソウル大学大学院博士課程修了。啓明大学人文学部史学科教授。2014年、啓明大学を定年退職、啓明大学名誉教授。 国史編纂委員会委員。
韓国を代表する朝鮮古代史研究学会である「韓国古代史学会」の創立発起者の一人。
著書『訳注 三国史記』は、朝鮮古代史研究の基本史料である『三国史記』を理解するための必須の書という評価を受けている。
第1期日韓歴史共同研究韓国側委員であり、第1分科（古代）に参加し、「5世紀の韓日関係史－『宋書』倭国伝の検討－」を発表している。
2013年、『東亜日報』と韓国研究財団が、経済学、社会学、歴史学、教育学などの7つの人文社会系を対象に、直近10年間の「KCI」に登録された学術論文と参考文献を基に、「Bonacich Power指数」を用いて、特定の学術論文と参考文献を引用した学術論文が、その学術論文中で特定の学術論文と参考文献がどれほどの中心的役割を果たしたのかを算出して影響力を質的に分析した結果、歴史学分野で最も大きな影響力を及ぼしている研究者の1位に選定されている。

## 著書
- 『백제정치사연구』일조각、1988年。
- 『가야사연구』춘추관、1995年。
- 『백제부흥운동사』일조각、2003年。
- 『백제부흥운동 이야기』주류성、2005年。
- 『백제사회사상사』지식산업사、2010年。
- 『백제의 대외 교섭과 교류』지식산업사、2012年。
- 『백제정치사』일조각、2018年。